# Le Val-d'Esnoms
Le Val-d'Esnoms is een gemeente in het Franse departement Haute-Marne (regio Grand Est) en telt 315 inwoners (1999). De plaats maakt deel uit van het arrondissement Langres.

## Geografie
De oppervlakte van Le Val-d'Esnoms bedraagt 31,0 km², de bevolkingsdichtheid is 10,2 inwoners per km².
De onderstaande kaart toont de ligging van Le Val-d'Esnoms met de belangrijkste infrastructuur en aangrenzende gemeenten.

## Demografie
Onderstaande figuur toont het verloop van het inwonertal (bron: INSEE-tellingen).
1. ↑  Populations de référence 2022.